# Godečevo
Godečevo es un pueblo ubicado en la municipalidad de Kosjerić, en el distrito de Zlatibor, Serbia.

## Superficie
Posee una superficie de 17,24 kilómetros cuadrados.

## Demografía
Hasta 2011 la población era de 513 habitantes, con una densidad de población de 29,76 habitantes por kilómetro cuadrado.